# Spåntjärnen, Värmland
Spåntjärnen är en sjö i Säffle kommun i Värmland och ingår i Göta älvs huvudavrinningsområde. Sjöns area är 0,04 kvadratkilometer och den befinner sig 150 meter över havet.